# Hans Bongartz
Hans („Hannes”) Bongartz (ur. 3 października 1951 w Bonn), niemiecki piłkarz, pomocnik i trener. Srebrny medalista ME 76.

## Kariera
Zaczynał w Bonner SC i SG Wattenscheid 09. W 1974 został zawodnikiem Schalke 04, w 1978 odszedł do 1. FC Kaiserslautern, gdzie grał do 1984, kiedy to zakończył karierę. W Bundeslidze w 298 meczach zdobył 39 bramek. W reprezentacji RFN debiutował 18 lutego 1976 w meczu z Maltą, ostatni mecz zagrał rok później. Łącznie wystąpił w czterech spotkaniach, w tym przegranym po karnych finale ME 76 z Czechosłowacją.
Jako szkoleniowiec prowadził m.in. 1. FC Kaiserslautern, MSV Duisburg i Borussię Mönchengladbach.